# Amantadyna
Amantadyna, 1-aminoadamantan – organiczny związek chemiczny z grupy amin, pochodna adamantanu.
Stosowana jest jako lek, głównie na grypę typu A. Dobrze wchłania się z przewodu pokarmowego, wydalana jest w formie niezmienionej przez nerki z moczem. Należy zachować szczególną ostrożność przy podawaniu tego leku pacjentom z miażdżycą naczyń mózgowych i padaczką. Nie należy stosować w ciąży i niedługo planując zapłodnienie oraz w okresie laktacji.

## Synteza
Amantadynę syntezuje się wprowadzając grupę aminową do adamantanu:

## Farmakokinetyka
Amantadyna cechuje się bardzo dobrą wchłanialnością z przewodu pokarmowego (Tmax 2–8 h), przy czym Tmax chlorowodorku amantadyny (łatwo rozpuszczalnego) jest krótszy niż siarczanu amantadyny (trudno rozpuszczalnego). Stan stacjonarny amantadyny osiągany jest po 3–7 dniach. Po dotarciu do układu krążenia 67% leku wiąże się z białkami osocza. Amantadyna nie jest metabolizowana przez organizm człowieka. Średni okres połowicznego rozpadu wynosi 15 h (10–30 h) i zależy od wieku oraz czynności nerek (11,8 h u młodych osób; 28,9 h u osób w podeszłym wieku). W przypadku niewydolności nerek może wydłużyć się 2- lub 3-krotnie, a u osób poddawanych hemodializom – nawet do 8 dni. Wydalana jest w stanie niezmienionym z moczem (>90% leku). Po 4–5 dniach, 90% dawki pojawia się w postaci niezmienionej w moczu. Ze wzrostem pH moczu zmniejsza się wydalanie amantadyny.

## Toksyczność
Zgłaszano zgony w wyniku przedawkowania amantadyny. Najniższa zgłoszona dawka śmiertelna wynosiła 2 gramy. Przedawkowanie leku spowodowało toksyczne działanie na serce, układ oddechowy, nerki lub ośrodkowy układ nerwowy. Dysfunkcja serca obejmuje arytmię, tachykardię i nadciśnienie. Zgłaszano również:
- obrzęk płuc i niewydolność oddechową,
- zaburzenia czynności nerek,
- zaburzenia ośrodkowego układu nerwowego obejmują bezsenność, niepokój, agresywne zachowanie, wzmożone napięcie mięśniowe, hiperkinezę, drżenie, dezorientację, depersonalizację, lęk, delirium, omamy, reakcje psychotyczne, letarg, senność i śpiączkę,
- hipertermię.

Napady padaczkowe mogą ulec zaostrzeniu u pacjentów z napadami padaczkowymi w wywiadzie.

## Zastosowanie medyczne

### Choroba Parkinsona
Amantadyna używana jest w leczeniu choroby Parkinsona, ze względu na nasilanie przewodnictwa dopaminergicznego. Jej działanie jest słabsze od lewodopy. Zmniejsza hipokinezję, lecz słabiej wpływa na zwiększone napięcie mięśni i drżenie. Zastosowanie amantadyny pozwala zmniejszyć dawki lewodopy, co prowadzi do zmniejszenia działań niepożądanych.

### Grypa
Stosowana jako lek przeciwwirusowy w leczeniu i profilaktyce grypy typu A u dorosłych, zwłaszcza A2 (nie zwalcza wirusów grypy typu B). Działa przez hamowanie uwalniania materiału genetycznego wirusa z nukleokapsydu do komórki i dalsze etapy jego replikacji. Wirusy szybko uzyskują oporność na ten lek. Amantadyna była w latach 1996–2009 szeroko używana w profilaktyce i leczeniu wirusowej grypy typu A.
Amantadyna w małych stężeniach swoiście hamuje replikację wirusów grypy A. W oznaczeniu wrażliwości metodą zmniejszenia liczby łysinek, wirusy ludzkiej grypy, w tym podtypy H1N1, H2N2 i H3N2 są hamowane przez amantadynę w stężeniach ≤0,4μ g/ml. Hamuje wczesne stadium replikacji wirusa blokując pompę protonową wirusowego białka M2. Ma to dwa działania, zatrzymuje usuwanie otoczki wirusa i unieczynnia nowo syntetyzowaną wirusową hemaglutyninę. Wpływ na późne etapy replikacji stwierdzono dla reprezentatywnych wirusów ptasiej grypy.
Dane z badań reprezentatywnych szczepów wirusa grypy A wskazują, że amantadyna przypuszczalnie działa na uprzednio nieznane szczepy i mogłaby być stosowana we wczesnych stadiach epidemii, przed ogólną dostępnością szczepionki przeciw szczepowi wywołującemu epidemię.

### COVID-19
W 2020 r. przeprowadzone zostały wstępne badania nad możliwością stosowania amantadyny w leczeniu COVID-19.
- Badanie Mancilla–Galindo 2020 stanowi próbę o najwyższym poziomie wiarygodności z dostępnych dowodów naukowych dla efektywności klinicznej amantadyny w COVID-19. Badanie miało charakter obserwacyjny i retrospektywny; dotyczyło 319 osób z potwierdzonym zakażeniem wirusem SARS-CoV-2. Autorzy wskazują na brak zasadności stosowania amantadyny w leczeniu COVID-19[8][9]. Wiarygodność badania w skali A–G: E[8].
- Autorzy badania Aranda–Abreu 2020 wnioskują, że amantadyna jest skuteczna w leczeniu COVID-19, prowadząc do wyleczenia pacjentów bez konieczności hospitalizacji i wentylacji mechanicznej. Należy zaznaczyć, że większość pacjentów prócz amantadyny otrzymywało azytromycynę, celekoksyb oraz kwas acetylosalicylowy. Badaniem objęto 15 osób[8][10]. Wiarygodność badania w skali A–G: F[8].
- Autorzy badania Rejdak 2020, stanowiącego badanie przekrojowe przeprowadzone na populacji polskiej (pacjenci ze schorzeniami neurologicznymi) wskazują, że amantadyna może wykazywać działanie protekcyjne oraz może być skuteczna w ograniczaniu rozprzestrzeniania się infekcji SARS-CoV-2, jak również występowania jej następstw neurologicznych. Badaniem objęto 22 osoby[8][11]. Wiarygodność badania w skali A–G: F[8].

Wszystkie wymienione powyżej badania mają niską wiarygodność i nie można na ich podstawie ocenić w sposób pewny skuteczności i profilu bezpieczeństwa amantadyny w leczeniu COVID-19.
W 2020 roku Włodzimierz Bodnar, lekarz z Przemyśla, rozpoczął pozarejestracyjne leczenie amantadyną choroby COVID-19. Według lekarza jego terapia jest skuteczna, jednak leczenie to wzbudza kontrowersje w środowisku medycznym ze względu na nieznane możliwe skutki uboczne takiego stosowania leku.
Po rozgłosie medialnym, na polecenie Ministra Zdrowia Adama Niedzielskiego, Agencja Badań Medycznych w końcu 2020 r. wyraziła zgodę na rozpoczęcie badań klinicznych mających ocenić skuteczność i bezpieczeństwo leczenia tym związkiem. Badań podjęły się dwa zespoły badawcze - Samodzielny Publiczny Szpital Kliniczny nr 4 w Lublinie pod kierunkiem prof. Konrada Rejdaka oraz Górnośląskie Centrum Medyczne w Katowicach pod kierunkiem prof. Adama Barczyka. W marcu 2021 Urząd Rejestracji Produktów Leczniczych otrzymał wniosek o wyrażenie zgody na przeprowadzenie badania. Rozpoczęło się ono 29 marca. 
Na początku 2022 roku badanie zostało zakończone. Stwierdzono, że amantadyna jest nieskuteczna w leczeniu COVID-19. Jej podawanie pacjentom szpitalnym nie dawało wyników innych niż placebo.
Przesłanką do rozważania amantadyny jako leku na COVID-19 była obserwacja, że u żadnego z 15 obserwowanych pacjentów cierpiących na chorobę Parkinsona (5 osób) lub stwardnienie rozsiane (SM; 10 osób) nie wystąpiły poważne objawy choroby po stwierdzonym zakażeniu wirusem SARS-CoV-2. Wszyscy ci pacjenci przyjmowali amantadynę. Związek ten, po dostaniu się do komórki, oddziałuje z lizosomami, zakłócając syntezę kilku proteaz, wykorzystywanych przez SARS-CoV-2 do wnikania do komórek. Przypuszcza się, że w ten sposób może utrudniać proliferację wirusa. Inne hipotezy korzystnego działania amantadyny na zmniejszenie objawów COVID-19 to zmniejszenie uczucia zmęczenia (cierpi na nie >90% chorych na SM; jest także częstym objawem COVID-19) lub stymulacja prawidłowej odpowiedzi na hipoksję i hiperkapnię (której zakłócenie u niektórych chorych na COVID-19 stanowi ryzyko śmierci).
Według innych hipotez amantadyna może blokować tzw. kanał E, przez który RNA wirusa dostaje się do komórki lub wiązać się z wirusowym białkiem kolca, zaburzając jego związanie się z infekowaną komórką. Obie te hipotezy poparto modelowaniem molekularnym.

## Preparaty w Polsce
Dostępne preparaty proste:
- Viregyt-K (chlorowodorek amantadyny)[25]
- Amantix (siarczan amantadyny)[26]

## Wpływ na ciążę, karmienie piersią i płodność
Zalecenia wg karty charakterystyki amantadyny:
- Ciąża
  - brak informacji dotyczących przenikania amantadyny przez łożysko oraz dotyczących stosowania u kobiet w ciąży
  - w badaniach na modelach zwierzęcych stwierdzono, że amantadyna wykazuje działanie embriotoksyczne i teratogenne. Jednakże ryzyko występujące u ludzi nie jest znane.
  - w praktyce medycznej amantadyna jest stosowana w ostateczności (podczas pierwszego trymestru ciąży zaleca się wykonywanie dodatkowych badań ultrasonograficznych (USG)
- Karmienie piersią
  - amantadyna przenika do mleka matki, dlatego należy w okresie karmienia obserwować występowanie objawów niepożądanych u dziecka (np. wysypka skórna, wymioty). W sytuacji wystąpienie któregokolwiek z objawów zaleca się okresowe przerwanie karmienia.
- Płodność
  - W przypadku zastosowania amantadyny u kobiety w wieku rozrodczym, planującej ciążę lub z podejrzeniem ciąży zaznacza się konieczność konsultacji z lekarzem.

## Działania niepożądane
Stwierdzone działania niepożądane:
- Często (1/100 do 1/10 pacjentów):
  - Neurologiczne: zawroty głowy.
  - Zaburzenia psychiczne: zaburzenia snu, pobudzenie ruchowe i psychiczne, psychozy paranoidalne z omamami wzrokowymi.
  - Zaburzenia nerek i dróg moczowych: zatrzymanie moczu u pacjentów z rozrostem gruczołu krokowego.
  - Zaburzenia skóry i tkanki podskórnej: sinica marmurkowata.
  - Zaburzenia żołądka i jelit: nudności, suchość w jamie ustnej.
  - Zaburzenia naczyniowe: niedociśnienie ortostatyczne.
- Niezbyt często (1/1000 do 1/100 pacjentów):
  - Zaburzenia oka: niewyraźne widzenie.
- Rzadko (1/10000 do 1/1000 pacjentów):
  - Zaburzenia oka: uszkodzenie rogówki.
- Bardzo rzadko (od 1/10 000 pacjentów):
  - Zaburzenia układu nerwowego: napady padaczkowe (występują najczęściej po przekroczeniu dawek), mioklonie, objawy neuroapatii obwodowych.
  - Zaburzenia serca: zaburzenia rytmu serca.
  - Zaburzenia oka: tymczasowa utrata wzroku, zwiększona wrażliwość na światło.
  - Zaburzenia krwi i układu chłonnego: leukopenia, trombocytopenia.
  - Zaburzenia układu immunologicznego: reakcje anafilaktyczne po podaniu dożylnym.
- Częstość nieznana:
  - Zaburzenia psychiczne: skłonność do patologicznego hazardu, zwiększone libido, hiperseksualność, kompulsywne wydawanie pieniędzy lub kupowanie, przejadanie się i kompulsywne objadanie się.